# Władcy Jawy

## WładcyJawy

### władcy Jawadwipy
- Tiaopien (władca Jawadwipy na terenie Jawy Zachodniej ok. 132)
- Nieznani władcy (do po 435)

### Królowie Tarumy
- Purnawarman (król Tarumy na terenie Jawy Zachodniej ok. 400–424)
- Potuodżia (ok. 424–535)
- Dwarawarman (ok. 535–przed 500)
- Nieznani władcy (przed 500–686)
- Panowanie Śriwidźai ok. 686–838/1025
- Dżajabhupati (ok. 1030–1050)
- Zależność od Mataramu 1037–1049
- Nieznani władcy (1050–1250)
- Niskalawastu Kancana (po 1250–1300)
- Dewa Niskala (ok. 1300–1333) [syn]
- Ratu Dewata (1333–1357) [syn]
- Nieznani władcy(?) (1357–1520)
- Sanghjang (ok. 1522)

### Władcy Sanjai
- Sanna (władca Sanjai na terenie Jawy Środkowej przed 730-ok. 732)
- Sandżaja (władca (rakai, rake) ok. 732–746) [bratanek?]
- Panangkaran (746–784) [syn?]
- Panunggalan (784–803) [syn?]
- Warak Djah Manara (803–827) [syn?]
- Djah Gula (827–828)
- Patapan (828–847) [syn Waraka?]
- Pikatan (847–855) [syn?]
- Kajuwangi Djah Lokapala (855–885) [syn?]
- Tagwas (885)
- Panumwangan Djah Dewendra (885–887)
- Gurunwangi Djah Bhadra (887)
- N.N. (887–894)
- Humalang Djah Dżbang (894–898) [syn Kajuwangi?]
- Watukara Balitung (898-ok. 910) [syn?]
- Hino Daksa (przed 913–915) [szwagier?]
- Lajang Tulodong (przed 919–921) [syn Watukary Balitunga]
- Pangkaja Wawa (przed 927–928)

### Władcy Śailendry
- Bhanu (władca Śailendry na terenie Jawy Środkowej ok. 732–775)
- Wisznu (ok. 775–782) [syn]
- Indra (ok. 782–812) [syn]
- Taga (ok. 812–832) [syn]
- Pramodawardhani (832) [siostra]
- Sanjaja podbija Śailendrę 838

### WładcySurabai
Władcy (Starej) Surabai
- Dewasimha (władca Surabai na terenie Jawy Wschodniej ok. 740–760)
- Gadżajana (ok. 760–przed 800)
- A[...]nana (ok. 800)
- Panowanie Sanjai po 800–900

Władcy Hino
- Daksa (władca (rake) Hino przed 913–915; król Sanjai)
- Sindok (przed 929–947) [wnuk]
- Isanatunga Widżaja (947–?) [córka]
- Makutawamśa (?–991) [syn]
- Dharmawamśa (ok. 991–1007) [syn?]
- Okupacja Śriwidźai 1006–1010

Władcy (Nowej) Surabai
- Ngampeldenta (władca (pangeran) przed 1500–1513)
- Pekat Tanda Terung (ok. 1513–1530)
- Tundungmusuh (ok. 1530–1546) [syn]
- Lena (ok. 1546–1560) [syn]
- Dżebuk (ok. 1560–przed 1580) [syn]
- Wanakrama (p. 1580–1590) [syn]
- Rama (ok. 1590–1600) [syn]
- Surabaja (ok. 1600-p. 1610) [syn]
- Sundżaja (ok. 1610) [brat]
- Dżajalenkara (po 1610–1625; usunięty, zmarł 1630)
- Pekik (1625–1659) [syn]
- Gede Kapulungan (regent)
- Wiranegara I (1686–1706)
- Wiranegara II (1706–1707) [syn]
- Nieznani władcy(?) (1707–1743)
- Holenderskie Indie Wschodnie podbijają Surabaję 1743

### Władcy Janggali
- Airlangga (władca Janggali na terenie Jawy Wschodniej 1019–1042/9) [bratanek Surabai, władcy Surabai]
- Wisznuwardhana (1042–?)
- Garasakan (?–1050/1) [syn Airlanggi]
- Alandżung Ahjes (1051–1058) [brat]
- Samarotsaha (ok. 1058–?) [brat]
- Halu (ok. 1060)
- Panjalu podbija Janggalę po 1175

### Władcy Panjalu (Kediru)
- Samarawidżaja (władca Panjalu na terenie Jawy Wschodniej 1042–1050)
- Anakwungsu (ok. 1050–1078) [z Bali]
- Dżajabhaja I (ok. 1104–1110) [syn Samarawidżai?]
- Dżajasaba (ok. 1110–1115) [syn Samarawidżai?]
- Kediri (ok. 1115) [syn]
- Kameśwara I (Bameśwara) (ok. 1115–1130)
- Dżajabhaja II (ok. 1135–1159)
- Sarweśwara I (ok. 1159–1161)
- Arjeśwara (p. 1171–1174)
- Kronczarjadipa Gandra (ok. 1181)
- Kameśwara II (ok. 1182–1185)
- Sarweśwara II (ok. 1190–1194)
- Kertadżaja (1194–1222) [syn?]
- Panowanie Singasari 1222–1292
- Dżajaktawang (1292-1293)
- Panowanie Majapahitu 1293–1527
- Panowanie Mataramu 1558–16??
- Trunadżaja (1676–1678; usunięty, zmarł 1680) [książę balijski]
- Mataram podbija Panjalu 1678

### WładcySingasari
- Ken Angrok (władca Singasari na terenie Jawy Wschodniej 1222–1227)
- Anuśapati (uzurpator 1227–1248) [pasierb]
- Tohdżaja (1248) [syn Ken Angroka]
- Dżajawisznuwardhana (1248–1268) [syn]
- Narasimhamurti (koregent 1248–?)
- Kertanagara (1254–1292) [syn Dżajawisznuwardhany]
- Dżajakatwang (uzurpator 1292–1293; usunięty)
- Powstanie Majapahitu 1293

### Władcy Tubanu
- Papringan (władca Tubanu pod zwierzchnością Majapahitu na terenie Jawy Wschodniej po 1270–1300)
- Rangga Lawe (ok. 1300–1350) [wnuk]
- Sira Lawe (ok. 1350–1380) [syn]
- Sira Weneng (ok. 1380–1410) [syn]
- Sira Lena (ok. 1410–1450) [syn]
- Dikara (ok. 1450–1490) [syn]
- Tedża (ok. 1490–1513) [syn?]
- Wilatikta (ok. 1513–1520) [syn]
- Ngrasena (ok. 1520–1530) [wnuk po kądzieli]
- Gegelang (ok. 1530–1550) [syn]
- Batubang (ok. 1550–1570) [syn]
- Balewot (ok. 1570–1580) [syn]
- Sekar Tandżung (ok. 1580–1585) [syn]
- Ngangsar (ok. 1585–1587) [brat]
- Pamalad (ok. 1587–1590) [syn Sekar Tandżunga]
- Salempe (ok. 1590–1600) [brat]
- Dalem (ok. 1600–1619) [syn Pamalada]
- Mataram podbija Tuban 1619

### Władcy imperium Majapahitu
- Raden Wijaya(władca Majapahitu na terenie Jawy Wschodniej 1293–1309) [zięć Kertanagary, władcy Singasari]
- Dżajanagara (1309–1328) [syn]
- Tribhuwana Widżajatunggadewi (1328–1350; regencja 1328–1350) [córka]
- Hajam Wuruk (1350–1389) [syn]
- Wikramawardhana (1390–1428)
- Bhre Wirabumi (koregent 1390–1401; usunięty, zmarł 1406) [syn Gajatitribu, wdowy po Dżajanagarze]
- Suhita (1429–1447) [córka Wikramawardhany]
- Kertawidżaja (1447–1451) [syn Bhre Wirabumi]
- Rajasawardhana (1451–1453)
- bezkrólewie 1453–1456
- Girishawardhana (1456–1466)
- Singhawikramawardhana (1466–1474)
- Bhre Kertabumi (1374–1478; koregent od 1466)
- Dezintegracja państwa 1477–1527
- Girindrawardhana (1478–1519)
- Pateudra (?–1527?)
- Mataram podbija Majapahit 1527

### Władcy Gresiku
- Nieznani władcy (p. 1411–1680)
- Zależność od Majapahitu przed 1411–1500
- Zależność od Pajangu 1568–1586
- Nolodiko (władca Gresiku na terenie Jawy Wschodniej 1680–1686)
- Panowanie Giri 1686–1695
- Puspanegara I (1695–1730)
- Astranegara (1730–?)
- Puspanegara II (?–1743)
- Holenderskie Indie Wschodnie podbijają Gresik 1743

### Władcy Balambanganu
- Massembar (władca Balambanganu na terenie Jawy Wschodniej ok. 1450–1500)
- Bimakonkar (ok. 1500–1513) [syn]
- Menakpentor (ok. 1513–1530) [syn]
- Menakpangseng (ok. 1530–1550) [syn]
- Menakpati (ok. 1550–1570) [syn]
- N.N. (ok. 1570–1585/8)
- N.N. (ok. 1588–1590)
- N.N. (ok. 1590–1597) [syn]
- Maskarian (ok. 1597–1632; usunięty, zmarł 1633)
- Sunantawangalun I (1632–1639) [potomek Bimakonkara]
- Zależność od Mataramu 1639–1650
- Sunantawangalun II (1646–1691) [syn]
- Zależność od Bali (Bulelengu od 1697) 1686–1768
- Senapati (1691) [syn]
- Mankanagara (1691–1692) [brat]
- Mankanapura (1692–1697) [brat]
- Putra (1697–1736) [syn Senapatiego]
- Zależność od Mengwi 1711–17??
- Danuningrat (1736–1767) [syn]
- Wilis (1767–1768) [brat]
- N.N. (1768–1777)
- Holenderskie Indie Wschodnie podbijają Balambangan 1777

### Władcy Demaku
- Patah (władca (panembahan senapati dżimbun) Demaku (Bintoro) pod zwierzchnością Majapahitu na terenie Jawy Środkowej 1478/1500–1490/1511)
- Sabrang Lor (1490/1511–1495/1518)
- Junus (1518–1521; zrzucił zwierzność Majapahitu 1520) [syn Pataha]
- Trengganu (sułtan 1521–1539) [brat]
- Prawata (1539/46) [syn]
- Pangiri (władca (arja) 1547) [syn]
- Penengsan (uzurpator 1547–?)
- Karebet (władca (pangeran) ?–1582) [zięć]
- Mataram podbija Demak 1582

### Władcy Giri
Dynastia Wali
- Satmata (duchowy władca Giri na terenie Jawy Wschodniej 1485–1506)
- Dalem (1506–1545/6) [syn]
- Sedamargi (1545/6–1548) [syn]
- Prapen (władca (maharadża pratikal) 1548–1605) [brat]
- Kawisgua (1605–1621) [syn]
- Agung (1621–1626) [syn]
- Waswitana (1626–1660) [syn]
- Puspaita (1660–1680)
- Wirajadi (1680–1703)
- Singanegara (1703–1725)
- Singasarie (1725–1743)
- Holenderskie Indie Wschodnie podbijają Giri 1743

### WładcyCirebonu
Dynastia muzułmańska
- Nieznani władcy (1478–1527)
- Sunan Gunung Dżati (władca Cirebonu w zachodniej części Jawy Zachodniejok. 1527–1570; władca Bantamu ok. 1527–1552)
- Ratu (ok. 1570–1649; król (panembahan) od 1639) [prawnuk]
- Zależność od Mataramu 1582–1679
- Giri Laja (1649–1662) [wnuk]
- Rozpad państwa na cztery pałace (kraton) 1662–1819

Kraton Kasepuhan
- Sepuh I Szams ad-Din (sułtan 1662–1697) [syn]
- Sepuh II Dżamal ad-Din (1697–1723) [syn]
- Protektorat holenderski 1705/1758–1819
- Sepuh III Salam ad-Din (1723–1734) [syn]
- Sepuh IV Tadż al-Arifin Muhammad Zajn ad-Din (1734–1753) [syn]
- Sepuh V Muhammad Szams ad-Din (1753–1773)
- Sepuh VI (1773–1787) [syn]
- Sepuh VII (regent 1781–1787; władca 1787–1791) [brat]
- Sepuh VIII (1791–1819; regencja 17791–1792; usunięty, zmarł 1845) [syn]
- Holenderskie Indie Wschodnie podbijają Kraton Kasepuhan 1819

Kraton Kanoman
- Anom I Abu-Manasiri Badr ad-Din (sułtan 1662–1703) [syn Giri Lai]
- Hallar ad-Din (1703–1706) [syn]
- Protektorat holenderski 1705/1758–1819
- Radża Kusama (1706–1719)
- Anom II Abu-Manasiri Muhammad Alim ad-Din (1719–1732) [syn]
- Temenggong (Minister) (1732–1744)
- Anom III Abu’l-Chajr Muhammmad Chajr ad-Din (1744–1797) [syn Anoma II]
- Anom IV Iman ad-Din (1797–1819; usunięty, zmarł 1853) [syn nieślubny]
- Holenderskie Indie Wschodnie podbijają Kraton Kanoman 1819
- Anom Muhammad Nurus (?–198?)
- Hadżi Muhammad Dżalaluddin (?–2002)
- Muhammad Saladin (2003)
- Radża Muhammad Emiruddin (2003-dziś)

Kraton Kaprabonan
- Cirebon I Abd al-Kamil Muhammad Nasr ad-Din (władca (panembahan) 1694–1714) [syn Radży Kusamy]
- Protektorat holenderski 1705/1758–1819
- Temenggong (Minister) (1714–1725)
- Cirebon II Abd al-Pahur Muhji ad-Din (1725–1731) [syn Cirebona I]
- Temenggong (Minister) Secadipura (1731–1752)
- Cirebon III Muhammad Tajr Jaridin Sabririn (1752–1773) [syn Cirebona II]

Kraton Kacirebonan
- Kamar ad-Din (władca (pangeran) 1697–1723)
- Protektorat holenderski 1705/1758–1819
- Cirebon I Muhammad Akbar ad-Din (sułtan 1723–1734) [syn]
- Cirebon II Abu Muharram Muhammad Salih ad-Din (1734–1758) [brat]
- Cirebon III Muhammad Harr ad-Din (1758–1768) [syn]
- Interregnum 1768–1808
- Cirebon IV (1808–1810) [brat]
- Interregnum 1810–1819
- Holenderskie Indie Wschodnie podbijają Kraton Kacirebonan 1819

### Władcy Pasuruhanu
- Menaksepetak (władca Pasuruhanu na terenie Jawy Wschodniej ok. 1513/26)
- N.N. (ok. 1546) [syn]
- Pekik (ok. 1600–1614)
- Kapulungan (regent ok. 1614–1616/7)
- Nieznani władcy? (1617–1686; zależność od Mataramu 1617–1643)
- Wiranegara I (1686–1706)
- Wiranegara II (1706–1707)
- Holenderskie Indie Wschodnie podbijają Pasuruhan 1707

### Sułtani Bantamu
Dynastia Sunda
- Sunan Gutung Dżati (władca Bantamu (Bantenu) w zachodnim krańcu wyspy Jawy ok. 1527–1552)
- Zależność od Demaku 1527–przed 1582
- Hasan ad-Din (ok. 1552–1570; sułtan od 1568) [syn]
- Jusuf (ok. 1570–1580) [syn]
- Muhammad (ok. 1580–1596) [syn]
- Abd al-Kadir (1596–1631; regencja 1596–1624) [syn]
- Ahmad Rahmat Allah (1631–1634) [syn]
- Abu’l Fattah (1634–1680; usunięty, zmarł 1692) [syn]
- Abd al-Kahhar (1672–1687) [syn]
- Protektorat holenderski 1684/1753–1832
- Jahja (1687–1689; regencja 1687) [syn]
- Zajn al-Abidin (1689–1733) [brat]
- Szafi (1733–1748; usunięty, zmarł 1758) [syn]
- Fatima (regentka 1748–1750; usunięta, zmarła 1751) [żona]
- Muhammad Wasi al-Halimin (1750–1753; usunięty, zmarł 1760) [syn wezyra Dipati-Ningrata, regenta z 1687]
- Arif Zajn al-Aszikin (1753–1777) [syn Zajn al-Abidina]
- Ali ad-Din I (1777–1802/4) [syn]
- Muhji ad-Din I Zajn at-Talah (1804–1805) [brat]
- Iszak Zajn al-Muttakin (1805–1808; usunięty, zmarł 1842) [syn nieślubny]
- Ali ad-Din II (1808–1810; usunięty, zmarł 1849) [syn Ali ad-Dina I]
- Safi ad-Din (1810–1811/6) [syn Muhji ad-Dina I]
- Ahmad (regent 1811–1813) [syn Iszaka]
- Muhji ad-Din II (1813–1816) [brat]
- Rafi ad-Din (sułtan nominalny 1816–1832; usunięty, zmarł 1900) [syn Safi ad-Dina]
- Holenderskie Indie Wschodnie podbijają Bantam 1832

### Sułtani Mataramu
- Bagus Kachung (władca (panembahan) Mataramu na terenie Jawy Środkowej 1558–1575)
- Zależność od Pajangu 1568–1584/1681
- Sutawidżaja (1575–1601) [syn]
- Seda Karapjak (1601–1613) [syn]
- Mas Wurja (1613; usunięty, zmarł 1678) [syn]
- Abd ar-Rahman (1613–1645; sułtan (też tytułowany susuhanan) od 1625) [syn]
- Amangkurat I (1645–1677; usunięty, zmarł 1677) [syn]
- Trunadżaja (uzurpator 1677; usunięty, zmarł 1680)
- Amangkurat II (1677–1703) [syn Amangkurata I]
- Amangkurat III (1703–1708; tylko we wschodniej części kraju od 1704; usunięty, zmarł przed 1734) [syn]
- Pakubuwono I (1704–1719) [syn Amangkurata I]
- Amangkurat IV (1719–1726) [syn]
- Pakubuwono II (1726–1742; usunięty) [syn]
- Amangkurat V (1742; uusnięty, zmarł 1743) [wnuk Amangkurata III]
- Pakubuwono II (2. panowanie 1742–1749)
- Protektorat holenderski 1743/49–1755
- Pakubuwono III (1749–1755; po podziale w Surakarcie od 1755) [syn]
- Rozpad sułtanatu na Surakartę i Jogyakartę 1755

### Sułtani Pajangu
- Karebet (sułtan Pajangu na terenie Jawy Środkowej 1568–1582; władca Demaku ?–1582) [zięć Penengsana, uzurpatora Demaku]
- Benawa (1582–1586) [syn Penengsana, uzurpatora Demaku]
- Nieznani sułtani (1586-po 1681)
- Mataram podbija Pajang po 1681

### Władcy Sumedangu
- Kusumadinata I (władca (pangeran) Sumedangu na terenie Jawy Zachodniej pod zwierznością Mataramu przed 1624–1650)
- Geusan Ulun (ok. 1650–1680)
- Rangga Gede (ok. 1680–1700)
- Gempol (ok. 1700–?)
- Tanumadża (?–1737)
- Kusumadinata II (1737–1748)
- Kusumadinata III (1748–1761)
- Surjanegara I (1761–1765)
- Kusumadinata IV (1765–1773)
- Tanubaja I (1773–1775)
- Tanubaja II (1775–1789)
- Surjanegara II (1789–1828)
- Kusumajuda (1828–1836)
- Kusumadinata V (1836–1882)
- Surja Atmadża (1882–1919; usunięty, zmarł 1921)
- Kusumadilaga (1919–1925)
- Holenderskie Indie Wschodnie podbijają Sumedang 1925

### Władcy Semarangu
- Dżurukiting (władca (pangeran) Semarangu pod protektoratem holenderskim na terenie Jawy Środkowej ok. 1638–1682)
- Sura Adimenggala I (1682–1721)
- Setra Widżaja (1723–1741)
- Sura Adimenggala II (1741–1751)
- Sura Adimenggala III (1751–1777)
- Sura Adimenggala IV (1777–1791)
- Sura Adimenggala V (1791–1809)

### Władcy Cianjuru
- Arja Wiratanu I (władca (pangeran) Cianjuru na terenie Jawy Wschodniej ok. 1640–1686)
- Arja Wiratanu II (1686–1707)
- Arja Wiratanu III (1707–1727)
- Adipati Wiratanudatar IV (1727–1761)
- Adipati Wiratanudatar V (1761–1776)
- Adipati Wiratanudatar VI (1776–1813)
- Adipati Prawiradiredża I (1813–1833)
- Tumenggung Wiranegara (1833–1834)
- Arja Adipati Kusumaningrat (1834–1862)
- Arja Adipati Prawiradiredża II (1862–1910)
- Demang Natakusuma (regent 1910–1912)
- Arja Adipati Wiranatakusuma (1912–1920)
- A. Surjadiningrat (1920–1932)
- Holenderskie Indie Wschodnie podbijają Cianjur 1925
- Sunarja (regent 1932–1934)
- Surjanataatmadża (1934–1943)
- Adiwikarta (1943–1945)

### Władcy Sukapury
- Wiradedaha I (władca (pangeran) Sukapury na terenie Jawy Wschodniej ok. 1641–?)
- Wiradedaha II (?–1674)
- Anggadipa Wiradedaha III (1674–1726)
- Wiradedaha IV (1726–1745)
- Satjapati (1745–1747)
- Wiradedaha V (1747–1765)
- Dżajamenggala (1765–1807)
- Demang Anggadipa (1807–1813)
- Surjalaga (1813–1814)
- Wiradedaha VI (1814–1828)
- Wiratanubaja I (1828–1835)
- Wiratanubaja II (1835–1854)
- Adipati Wiradedaha VII (1854–1874; usunięty, zmarł 1912)
- Wirahadiningrat (1874–1906)
- Aria Prawiradiningrat (1906–1908)
- Wiratanudiningrat (1908–1925)
- Holenderskie Indie Wschodnie podbijają Sukapurę 1925

### Władcy Limbanganu
- Najawangsa (władca (pangeran) Limbanganu na terenie Jawy Wschodniej ok. 1660–1678)
- Kjai Mas Martasinga (1678–1726)
- Wangsadita (1726–1740)
- Rangga Limbangan (1740–1744)
- Surapradża (1744–1752)
- Suraprija (Wangsadiredża I) (1752–1763)
- Wangsadiredża II (1763–1799; usunięty)
- Wangsakusuma (1799)
- Wangsadiredża II (2. panowanie 1799–1805)
- Wangsaredża III (1805–1813)
- Adiwidżaja (1813–?)
- Kusumadinata (?–1836)
- Dżajaningrat (1836–1871)
- Arja Wiratanudatar (1871–1915)
- Rangga Surja Kartalegawa (1915–1925)
- Holenderskie Indie Wschodnie podbijają Limbangan 1925

### WładcyBandungu
- Wira Anggonanggon (władca (pangeran) Bandungu na terenie Jawy Środkowej 1678–1681)
- Protektorat holenderski 1684–1925
- Anggadiredża I (1681–1704)
- Demang Timbanganten (1704–1747)
- Anggadiredża II (1747–1763)
- Anggadiredża III (1763–1794)
- Adipati Wiranatakusuma II (1794–1829)
- Adipati Wiranatakusuma III (1829–1846)
- Adipati Wiranatakusuma IV (1846–1874)
- Adipati Kusumadilaga (1874–1893)
- Adipati Arja Martanagara (1893–1920)
- Adipati Arja Wiranatakusuma V (1820–1931; usunięty)
- Holenderskie Indie Wschodnie podbijają Bandung 1925
- T. Hasan Sumadipradża (1831–1835)
- Adipati Arja Wiranatakusuma V (2. panowanie 1835–1945)
- T.E. Surjaputra (1945–1947)
- T.M. Wiranatakusuma VI (1948–1956)
- Apandi Wiradiputra (1956–1957)

### SułtaniSurakarty
- Pakubuwono III (sułtan (też tytułowany susuhanan) Surakarty (Solo) na terenie Jawy Środkowej pod zwierzchnością holenderską 1755–1788; wcześniej sułtan Mataramu od 1749)
- Pakubuwono IV (1788–1820) [syn]
- Pakubuwono V (1820–1823) [syn]
- Pakubuwono VI (1823–1830; usunięty, zmarł 1849) [syn]
- Pakubuwono VII (1830–1858) [stryj]
- Pakubuwono VIII (1858–1861) [brat]
- Pakubuwono IX (1861–1893) [syn Pakubuwono VI]
- Pakubuwono X (1893–1939) [syn]
- Pakubuwono XI (1939–1945) [syn]
- Pakubuwono XII (1945–2004; usunięty 1946–1948) [syn]
- Surakarta włączona do Indonezji 1946
- Pakubuwono XIII (Hangabehi) (2004-dziś) [brat przyrodni]

### SułtaniJogyakarty
- Hamengkubuwono I (sułtan Jogyakarty w centrum Jawy pod zwierzchnością holenderską 1755–1792) [syn Amangkurata IV, sułtana Mataramu]
- Hamengkubuwono II (1792–1812; usunięty) [syn]
- Hamengkubuwono III (1812–1814) [syn]
- Hamengkubuwono IV (1814–1823; regencja 1814–1816) [syn]
- Hamengkubuwono V (1823–1826; regencja 1823–1826; usunięty) [syn]
- Hamengkubuwono II (2. panowanie 1826–1828)
- Hamengkubuwono V (2. panowanie 1828–1855; regencja 1828–1836)
- Hamengkubuwono VI (1855 –1877) [brat]
- Hamengkubuwono VII (1877–1921) [syn]
- Hamengkubuwono VIII (1921–1939) [syn]
- Hamengkubuwono IX (1940–1988) [syn]
- Jogyakarta włączona do Indonezji 1949
- Hamengkubuwono X (1989-dziś) [syn]

### Władcy Mangkunegaranu
Dynastia Mangkunegaran
- Mangkunegara I (władca (pangeran) Mangkunegaranu na terenie Jawy Środkowej w granicach Surakarty pod zwierzchnością holenderską 1757–1795)
- Mangkunegara II (1795–1835) [wnuk]
- Mangkunegara III (1835–1853) [wnuk]
- Mangkunegara IV (1853–1881) [kuzyn]
- Mangkunegara V (1881–1896) [syn]
- Mangkunegara VI (1896–1916; abdykował, zmarł 1928) [brat]
- Mangkunegara VII (1916–1944) [syn Mangkunegary V]
- Mangkunegara VIII (1944–1987; usunięty 1946–1948) [syn]
- Mangkunegaran włączony do Indonezji 1946
- Mangkunegara IX (1987-dziś) [syn]

### Władcy Pakualamanu
Dynastia Pakualaman
- Pakualam I (władca Pakualamanu w centrum Jawy w granicach Jogyakarty pod zwierzchnością holenderską 1812–1829)
- Pakualam II (1829–1858) [syn]
- Pakualam III (1858–1864) [syn]
- Pakualam IV (1864–1878) [bratanek]
- Pakualam V (1878–1900) [syn nieślubny Pakualama II]
- Pakualam VI (1900–1902) [syn]
- Pakualam VII (1902–1937; regencja 1902–1906) [syn]
- Pakualam VIII (1937–1998; regencja 1937–1938) [syn]
- Pakualaman włączony do Indonezji 1946
- Pakualam IX (1998-dziś) [syn]

### Władcy Kalibawangu
- Mangkudiningrat (władca (pangeran) Kalibawangu na terenie Jawy Środkowej pod zwierzchnością holenderską 1831; usunięty) [wnuk Hamengkubuwono II, sułtana Jogyakarty]
- Natapraja (1831–1853) [brat]
- Kalibawang włączony do Jogyakarty 1853

### Władcy Nangulanu
- Prabu Adiningrat (władca (pangeran adipati) Nangulanu na terenie Jawy Środkowej pod zwierzchnością holenderską 1831–1833)
- Panowanie Holenderskich Indii Wschodnich 1833–1853
- Nangulan włączony do Jogyakarty 1853

## WładcyMadury(Jawa Wschodnia)

### Władcy Bangkalanu
- Raden Lembu Peteng (władca Bangkalanu w zachodniej części wyspy ok. 1350–1380)
- Arja Menger (ok. 1380–1400) [syn]
- Arja Pratikel (ok. 1400–1430) [syn]
- Arja Pojok (ok. 1430–1460) [zięć]
- Ki Demung (w Arosbai, Bangkalanie, Kota Anjar i Palakaranie ok. 1460–1500) [syn]
- Ki Pragalba (w Bangkalanie i Palakaranie ok. 1500–1531) [syn]
- Raden Pratanu (w Arosbai i Bangkalanie 1531–1592/6) [syn]
- Raden Kara (1592/6–1621; władca (adipati) Madury od przed 1600) [syn]
- Pangeran Mas (1621–1624) [brat]
- Cakraningrat I (1624–1648) [syn]
- Zależność od Mataramu od 1624
- Raden Demang Malaja Kusuma (regent(?) 1648–1646) [brat]
- Cakraningrat II (1648–1707; władca (panembahan) Madury od ok. 1650) [syn Cakraningrata I]
- Cakraningrat III (1707–1718; usunięty) [syn]
- Cakraningrat IV (1718–1745; usunięty) [brat]
- Cakraningrat V (1745–1770) [syn]
- Cakraningrat VI (1770–1779) [wnuk]
- Cakraningrat VII (1779–1815; sułtan od 1808) [syn Cakraningrata V]
- Cakraningrat VIII (1815–1847) [syn]
- Cakraningrat IX (władca (panembahan) 1847–1862) [syn]
- Cakraningrat X (1862–1882) [syn]
- Holenderskie Indie Wschodnie podbijają Bangkalan 1882
- Cakraningrat XI (tylko regent Madury 1882–1905; tylko w Bangkalanie od 1885) [stryj]
- Surjanegara (1905–1918) [syn]
- Cakraningrat XII (1918–1945) [brat]
- Muhammad Aziz Cakraningrat XIII (1948–1956) [syn]
- R. A. Muhammad Rusłan (1956–1976) [brat]

### Władcy Sumanepu
- Waragong (władca (pangeran) Sumanepu we wschodniej części wyspy ok. 1400–1430)
- (?)N.N. (ok. 1430–1466)
- Demang (1466–?)
- Nieznani władcy(?) (przed 1500–1550)
- Raden Temenggong Raduruwan (ok. 1550–1579)
- Ellor I (ok. 1579–?) [syn]
- Wetan (?-ok. 1600) [brat]
- Ellor II (ok. 1600–1624) [syn]
- Mas Anggadipa (1624–?)
- Jang Pati (?–1671)
- Judanegara (1671–1684) [wnuk Ellora II]
- Pulang Dżiwa (1684–1702) [zięć]
- Cakranegara I (1702–1705) [zięć]
- Suderma (1705–1707) [wnuk Judanegary]
- Cakranegara II (1707–1737) [syn Cakranegary I]
- Protektorat holenderski przed 1708–1879
- Cakranegara III (1737–1746/50) [bratanek]
- Aju Tirtanegara (regentka 1746–1750) [córka Cakranegary I]
- Bendara Saud (1750–1767) [mąż]
- Tirtanegara (1767–1812) [syn]
- Natadiningrat (koregent 1804–1810; usunięty) [syn]
- Paku Nataningrat (1812–1854; koregent od 1810; tylko sułtan od 1825) [brat]
- Natakusuma (władca (panembahan) 1854–1879) [syn]
- Rada regencyjna 1867/79–1883
- Holenderskie Indie Wschodnie podbijają Sumanep 1883

### Sułtani Pamekasanu
- Adikara I (władca Pamekasanu 1685–1708)
- Protektorat holenderski od 1705
- Adikara II (1708–1737) [syn]
- Adikara III (1737–1743) [brat]
- Mangku Adiningrat (sułtan ?–1842)
- Adiningrat (1842–1853)
- Holenderskie Indie Wschodnie podbijają Pamekasan 1853